# Pneophyllum subplanum
Pneophyllum subplanum (Rosenvinge) Y.M. Chamberlain ex G.R. South & Tittley, 1986 é o nome botânico de uma espécie de algas vermelhas pluricelulares do gênero Pneophyllum, família Corallinaceae, subfamília Mastophoroideae.
- São algas marinhas encontradas no Mar Báltico e Escandinávia.

## Sinonímia
- Melobesia subplana Rosenvinge, 1917